# Вересове пустище

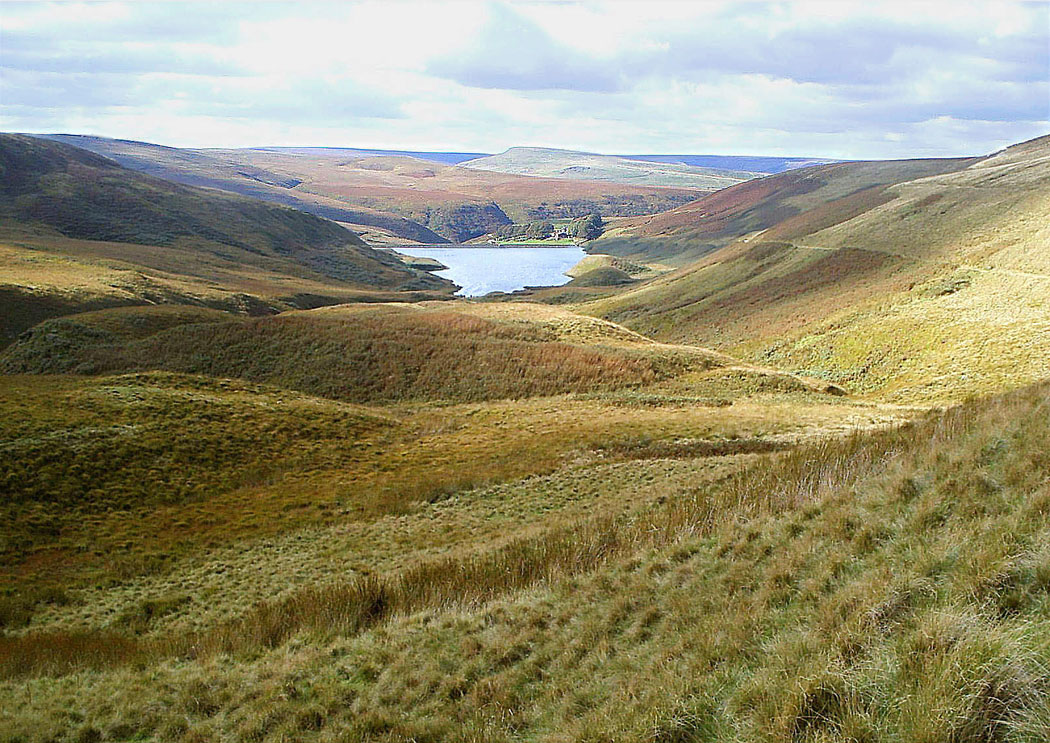
Вересовище в Пеннінських горах, Велика Британія

Вересо́ве пу́стище, або вересови́к — біотоп, типовий для гористої місцевості та характеризується наявністю пухких кислих ґрунтів темно-сірого кольору з домішками білого піску, бідних на калій, азот і фосфор. Зазвичай тут є зарості вересу звичайного (Calluna vulgaris) та рослин з роду Еріка (Erica). Нині вересові пустища означають необроблені горбисті землі (такі як Дартмур в Південно-Західній Англії), а також включають низинні водно-болотні угіддя (такі як Седжмур, також Південно-Західна Англія). Вони тісно пов'язані з пустищем, зарослим вересом, хоча експерти не мають спільної думки щодо того, що саме відрізняє обидва типи рослинності. Як правило, болото належить до високогірних зон та характеризується великою кількістю опадів, тоді як пустище належить до низинних зон, які зазвичай є результатом діяльності людини. Вересові пустища в основному зустрічаються в тропічній Африці, Північній і Західній Європі та в неотропічній Південній Америці. Більшість вересових пустищ світу є дуже різноманітними екосистемами. У просторих вересових пустищах тропіків може бути надзвичайно велике біорізноманіття. Вересові пустища з’являються й у тундрі (де надрами є вічна мерзлота або постійно мерзлий ґрунт), в яких знаходиться природна деревна зона. Кордон між тундрою і вересовими пустищами постійно зміщується зі зміною клімату.

## Вересове пустище

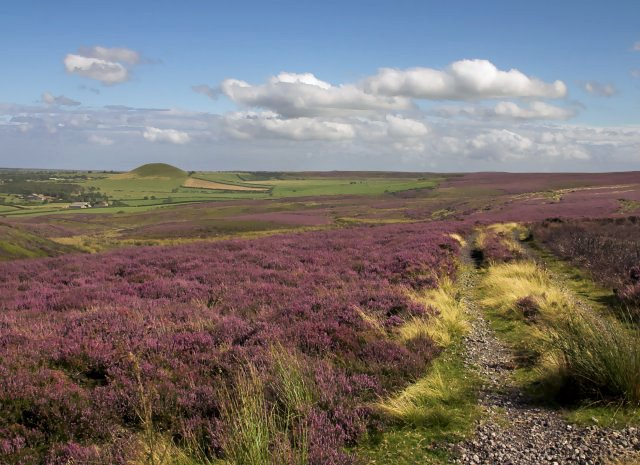
Вересове пустище на Норт-Йорк-Мурс, в основному складається з Calluna vulgaris

Пустища й вересові пустища — найширші області напівприродної рослинності на Британських островах. Східно-британські вересові пустища мають торф'яний покрив. На західних болотах товщина торф'яного шару може досягати декількох метрів. Шотландські «М’юри» зазвичай є вересовими пустищами, але також мають великий трав’яний покрив, пухівки, мохів, папороті й чагарників, таких як водянка, а  вологіші вересові пустища мають сфагновий мох, що переходить у болото.
Невідомо, скільки вересових пустищ було створено в результаті людської діяльності. Олівер Ракем пише, що аналіз пилку показує, що деякі вересові пустища, наприклад, на островах і на крайній півночі Шотландії — природні, ніколи не мали дерев, тоді як більша частина території Пеннінських вересових пустищ була покрита лісом за часів мезоліту. Як діяльність людини викликала утворення вересових пустищ — залишається загадкою.

## Екологія
Безліч різних типів середовищ існування можна знайти в різних регіонах світу на вересових пустищах. Дика природа й рослинні форми часто призводять до високого ендемізму через суворі ґрунтові та мікрокліматичні характеристики. Наприклад, в англійському Ексмурі ексмурський поні, рідкісна порода коней, адаптувався до суворих умов навколишнього середовища.
У Європі супутня фауна складається з таких видів птахів, як біла куріпка, польовий лунь,  підсоколик малий, сивка звичайна, великий кульон, щеврик лучний, трав'янка лучна, дрізд гірський і чечітка гірська. В інших місцях вересових пустищ переважають інші види. Рептилій мало через прохолодні умови. Також часто зустрічається тільки гадюка звичайна, хоча в інших регіонах вересові пустища зазвичай є місцем для десятків видів рептилій. Такі земноводні, як жаби, наявні у вересових пустищах. За надмірного випасу тварин на вересових пустищах деревна рослинність часто втрачається, її замінюють грубі трави й папороть, а фауна значно скорочується.
Деякі породи гірських овець, як-от шотландські чорноморді та лонк, прекрасно себе почувають у суворих умовах вересових пустищ.

## Управління

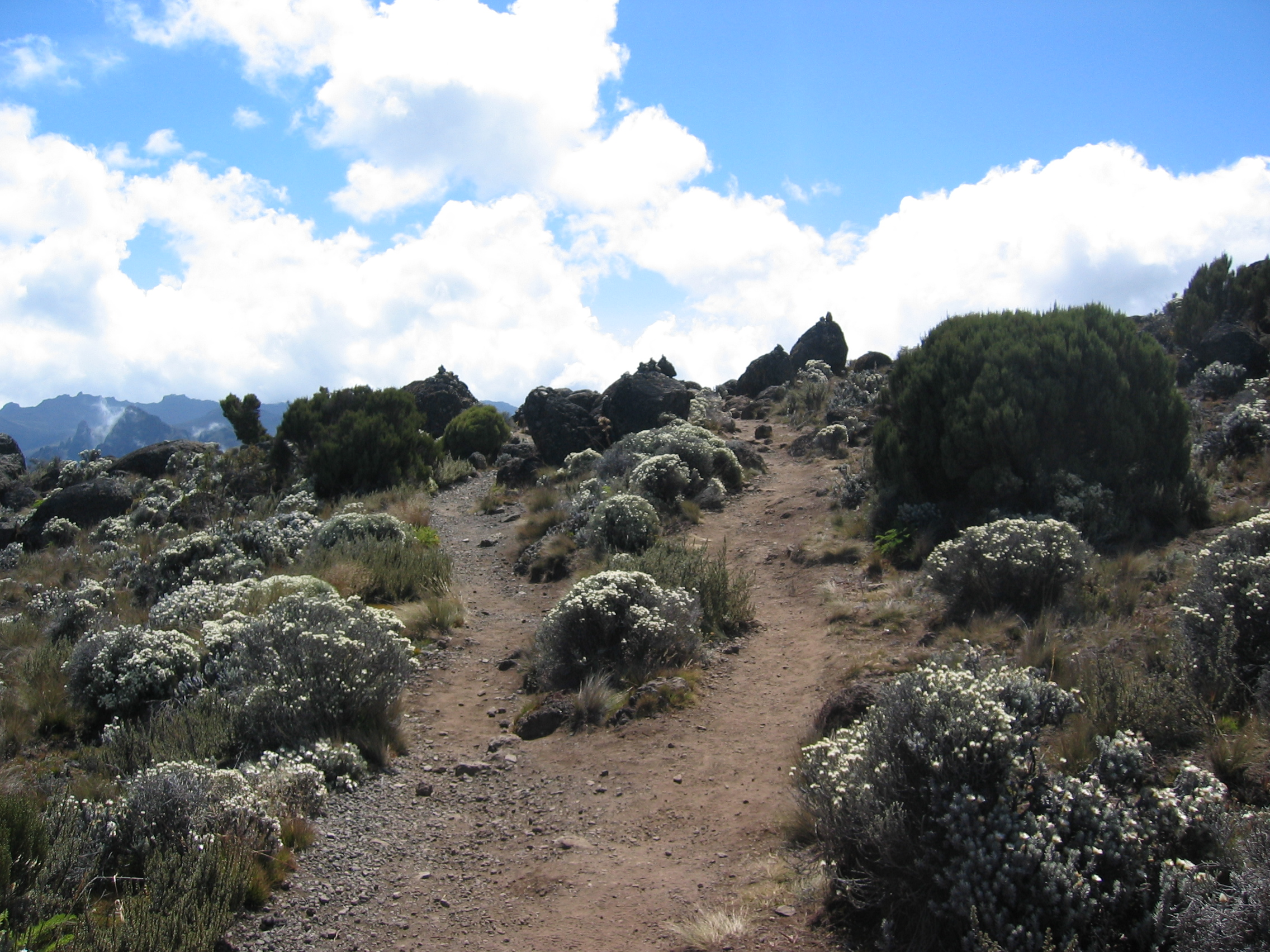
Вересове пустище Кіліманджаро

Спалювання вересових пустищ практикувалося за цілою низкою причин. Наприклад, коли випас худоби недостатній для контролю росту рослинності. Це зареєстровано в Британії в XIV столітті. Неконтрольоване спалювання часто викликало (і викликає) проблеми, тому його заборонили законом в 1607 році. З появою в XIX столітті розведення овець і куріпок це знову стало звичайною практикою. Верес спалюють приблизно раз у 10-12 років, коли він легко відновлюється. Залишені довше, більш задерев’янілі стебла, будуть горіти більш агресивно й будуть перешкоджати відростанню. Спалювання рослинності вересового пустища вимагає дуже ретельного контролю, оскільки сам торф може спалахнути, а гасити його буде важко, а то й неможливо. Крім того, неконтрольоване спалювання вересу може сприяти росту папороті й грубої трави, що зрештою призводить до погіршення місцевості для випасу. Щодо користі чи шкоди спалювання зараз немає спільної думки; О. Рекем називає це «другим кращим управлінням земельними ресурсами».
У Європі застосовують механічне обрізання вересу, але важливо видалити матеріал, щоб уникнути повторного зростання. Якщо залишити верес і іншу рослинність на довгий час, то накопичується великий обсяг сухого й легкозаймистого матеріалу. Це може привести до того, що лісова пожежа випалить велику площу, хоча було виявлено, що насіння вересу проростають краще, якщо піддаються короткочасному тепловому впливу контрольованого горіння.
З точки зору управління вересовими пустищами в інтересах дикої природи у Великій Британії характеристики рослинності важливі для чисельності горобцевих, водночас боротьба з хижаками сприяє зростанню чисельності тетерева, золотистої сивки та кроншнепа. Щоб принести користь кільком видам, потрібно безліч варіантів управління. Однак управління повинне здійснюватися в місцях, які також підходять для цих видів з точки зору таких фізичних характеристик, як рельєф, клімат і ґрунт.

## Вересове пустище в літературі
Розвиток чутливості до природи та свого фізичного оточення росло з ростом інтересу до пейзажного живопису,  особливо до робіт художників, які віддавали перевагу широким і глибоким перспективам та суворим пейзажам. Для англійської романтичної уяви вересове пустище ідеально підходило для цього образу, що посилює емоційний вплив історії та поміщає її в підкреслений пейзаж, який навіює спогади. Вересове пустище є декорацією різних творів пізньої романтичної англійської літератури, від Йоркширського пустища в «Буремному перевалі» Емілі Бронте й «Таємним садом» Френсіс Бернетт та до Дартмура в Холмській містерії Артура Конан Дойла — Собака Баскервілів.
У серіалі Чудова п'ятірка Енід Блайтон герої подорожують різними пустищами, де зустрічаються зі злочинцями або іншими важливими для них людьми. Така атмосфера посилювала враження від серіалу, бо драма розгорталася далеко від активного світу, де діти могли розв'язувати свої власні проблеми та стикатися з більшою небезпекою. Вересове пустище в лісі Боуленд в Ланкаширі — це місце дії роману Волтера Беннета «Відьми Пендла», правдивої історії про деякі з найбільших судових процесів над відьмами в Англії. У серії Ерін Гантер «Коти-вояки» один з чотирьох кланів, клан вітру, живе на самоті в пустелі.
Майкл Джекс, автор книги «Таємниці лицарів-тамплієрів», описує у своїх книгах Дартмур і його околиці. «Звір» Пола Кінгснорта також розгортається на західноанглійських болотах, де пустинний ландшафт і поля вересу для передачі почуття віддаленості від цивілізації.

## Відомі вересові пустища

### Африка

#### Демократична Республіка Конго
- Гірські вересові пустища Рувензорі-Вірунга

#### Ефіопія
- Ефіопські гірські вересові пустища

#### Кенія
- Гірські вересові пустища Східної Африки
- Кенія

#### Руанда
- Гірські вересові пустища Рувензорі-Вірунга

#### Судан
- Гірські вересові пустища Східної Африки
- Ефіопські гірські вересові пустища

#### Танзанія
- Гірські вересові пустища Східної Африки
- Кіліманджаро
- Меру

#### Уганда
- Гірські вересові пустища Східної Африки

### Європа

#### Австрія
- Tanner Moor
- Längsee Moor
- Moorbad Gmös

#### Бельгія
- Weißer Stein (Eifel)

#### Німеччина
- Großes Torfmoor
- High Fens
- Hücker Moor
- Oppenwehe Moor
- Worringer Bruch

#### Велика Британія

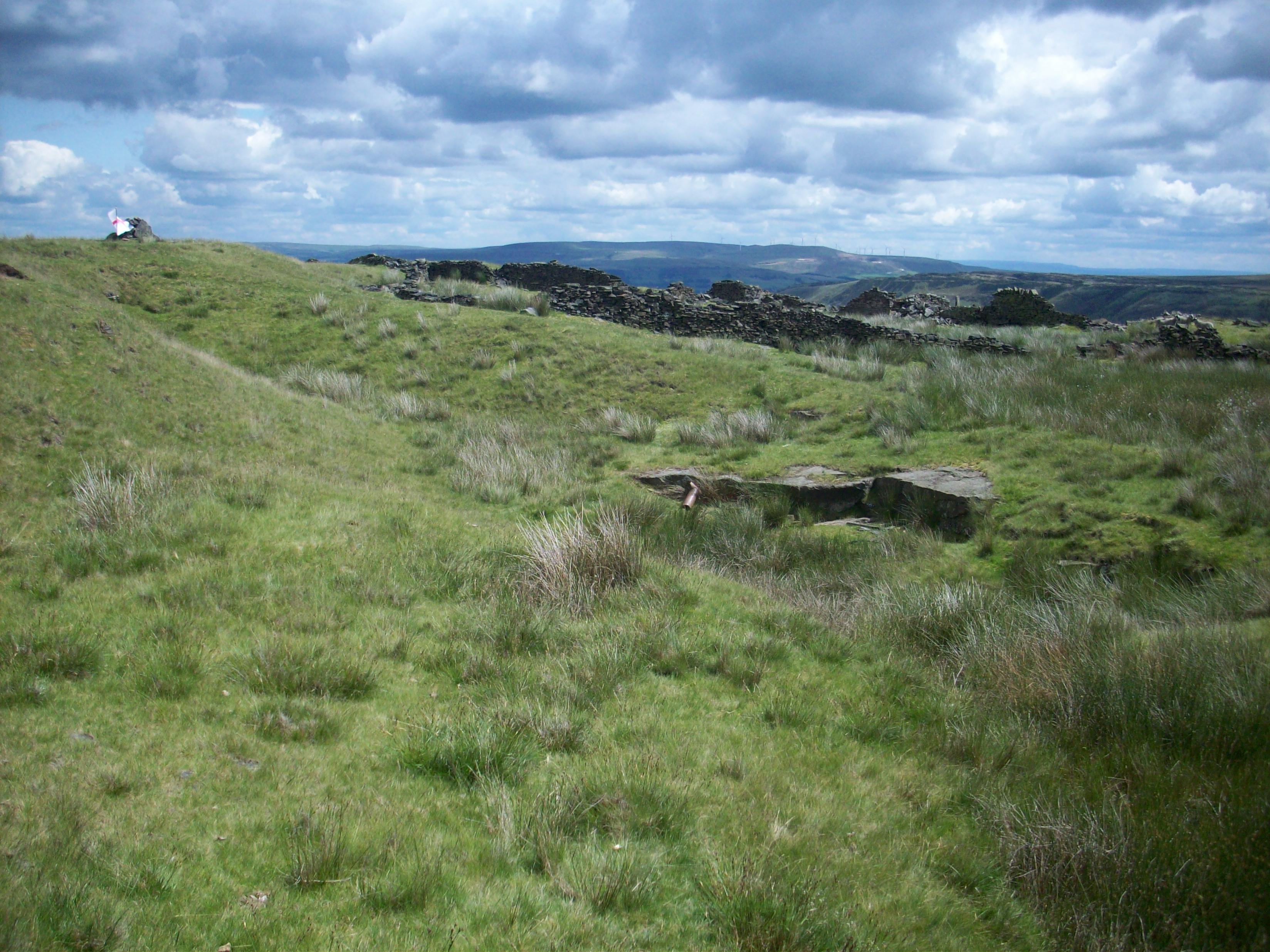
Oswaldtwistle Moor, частина Західно-Пеннінських пустищ в Ланшираші, Велика Британія

У Сполученому Королівстві є приблизно 10—15% світових вересових пустищ. Відомі ділянки нагірного вересового пустища у Великій Британії включають Озерний край, Пенніни (враховуючи Темний пік і ліс Боуленд), Середній Вельс, Південні височини Шотландії, Шотландське нагір'я, й кілька дуже маленьких ділянок у західному Герефордширі.
- Bleaklow, Темний пік
- Бодмін-Мур, Корнволл
- Блек-Маунтінс, Уельс
- Брекон-Брікос, Уельс
- Дартмур, Девон
- Ексмур, Західний Сомерсет і Північний Девон
- Ліс Bowland, Ланкашир
- Hexhamshire Moors, Нортумберленд і графство Дарем
- Норт-Йорк-Мурс, Північний Йоркшир
- Migneint, Гвінед
- Mynydd Hiraethog, Денбігшир і Конві
- Penwith, Корнволл
- Раннох-Мур, Нагір'я, Шотландія
- Rombalds Moor (включаючи Ilkley Moor), Західний Йоркшир
- Долина Россендейл, Ланкашир
- Saddleworth Moor, Великий Манчестер
- Шропширські пагорби, невеликі ділянки вересового пустища, такі як Long Mynd
- Західнопеннінські пустища, включаючи Oswaldtwistle Moor, Haslingden Moor, Rivington Moor і Darwen Moor в Ланкаширі
- Комплекс Ythan Estuary, Абердиншир, Шотландія: найбільше прибережне вересове пустище в Сполученому Королівстві, відоме високим біорізноманіттям
- Drumossie Moor, часто званий Culloden Moor, місце битви біля Каллодену

### Південна Америка

#### Аргентина
- Магелланові вересові пустища

#### Чилі
- Магелланові вересові пустища

#### Колумбія
Колумбія — одна з трьох країн у світі, де розташовується парамо (тропічне вересове пустище) й понад 60% регіонів парамо — на її території.
- Sumapaz Páramo, Богота
- Національний природний парк Чингаза, Департамент Кундінамарка
- Oceta Páramo, Департамент Бояка
- Ігуаке, Департамент Бояка
- Пурасе, Департамент Каука
- Páramo de Santurbán, Департамент Сантандер

## Наслідки
У другій половині XX століття надмірне використання вересових пустищ для випасу худоби, комерційних лісопосадок та інвазія чужорідних рослин, таких як Орляк звичайний (Pteridium aquilinum), привели до деградації й зникнення 20% цих біотопів.